# Valeriana pyrolifolia
Valeriana pyrolifolia är en kaprifolväxtart som beskrevs av Joseph Decaisne. Valeriana pyrolifolia ingår i släktet vänderötter, och familjen kaprifolväxter. Inga underarter finns listade i Catalogue of Life.